# 服部由佳
服部 由佳（はっとり ゆか、1987年5月16日 - ）は、オフィス気象キャスター所属の気象予報士、フリーアナウンサー、防災士。

## 来歴・人物
岡山県出身。聖心女子大学文学部歴史社会学科を卒業。

## 出演
- 日テレニュース24担当番組
- Wake-Up News 月曜～水曜担当
- NNNストレートニュース (日本テレビ系) 2023年4月3日～2024年7月末 月曜～水曜担当